# JAXAi
情報センターJAXAi（じょうほうセンタージャクサ・アイ）は、かつてあった宇宙航空研究開発機構（JAXA）の広報施設。
入場料は無料で、主に日本の宇宙開発に関するイベントや展示などが行われていたが、2010年4月26日に行われた事業仕分け第2弾において事業の廃止を判定された。この判定を受け、2010年12月28日に閉館した。

## 概要
JAXAiは2004年9月24日、JAXAの情報発信の場として丸の内オアゾショップ＆レストラン2階にオープンした。当時のパンフレットには『地球への愛。宇宙からのeye』と書かれていた。
H-IIBロケットの模型や実物のLE-7Aエンジン、宇宙服、関連図書、宇宙食などの展示コーナーのほかに、月1回のマンスリートークや子供を対象としたイベント、丸の内オアゾ1階を使用したスペースシャトルやH-IIAロケット打ち上げのライブ中継などを実施し、気軽に宇宙を楽しめるスポットとして運営されていた。
JAXAの情報発信拠点として、約6年3ヶ月半で約116万人以上の来場数を誇ったが、2010年12月28日に閉館した。

## 事業仕分け
2010年4月26日に行われた事業仕分け第2弾において、JAXAのOBが業務委託先に天下りをしていること、年間経費が1億円掛かることが問題視され、仕分け人から「丸の内に常設しなければならない理由が分からない」、「日本科学未来館との統合や筑波宇宙センターに行ってもらえば良い」、「年間1億円かけるなら、他にもっと良い広報の方法があるのではないか」と指摘された。樋口清司副理事長は「宇宙に興味のない人がふらっと寄れる施設にこだわりたい」と主張したが、最終的に仕分け人12人中10人が「廃止」を提示し、事業の廃止を結論付けた。

## 所在地
- 〒100-8260 東京都千代田区丸の内1-6-4 丸の内オアゾショップ＆レストラン 2F

## ギャラリー

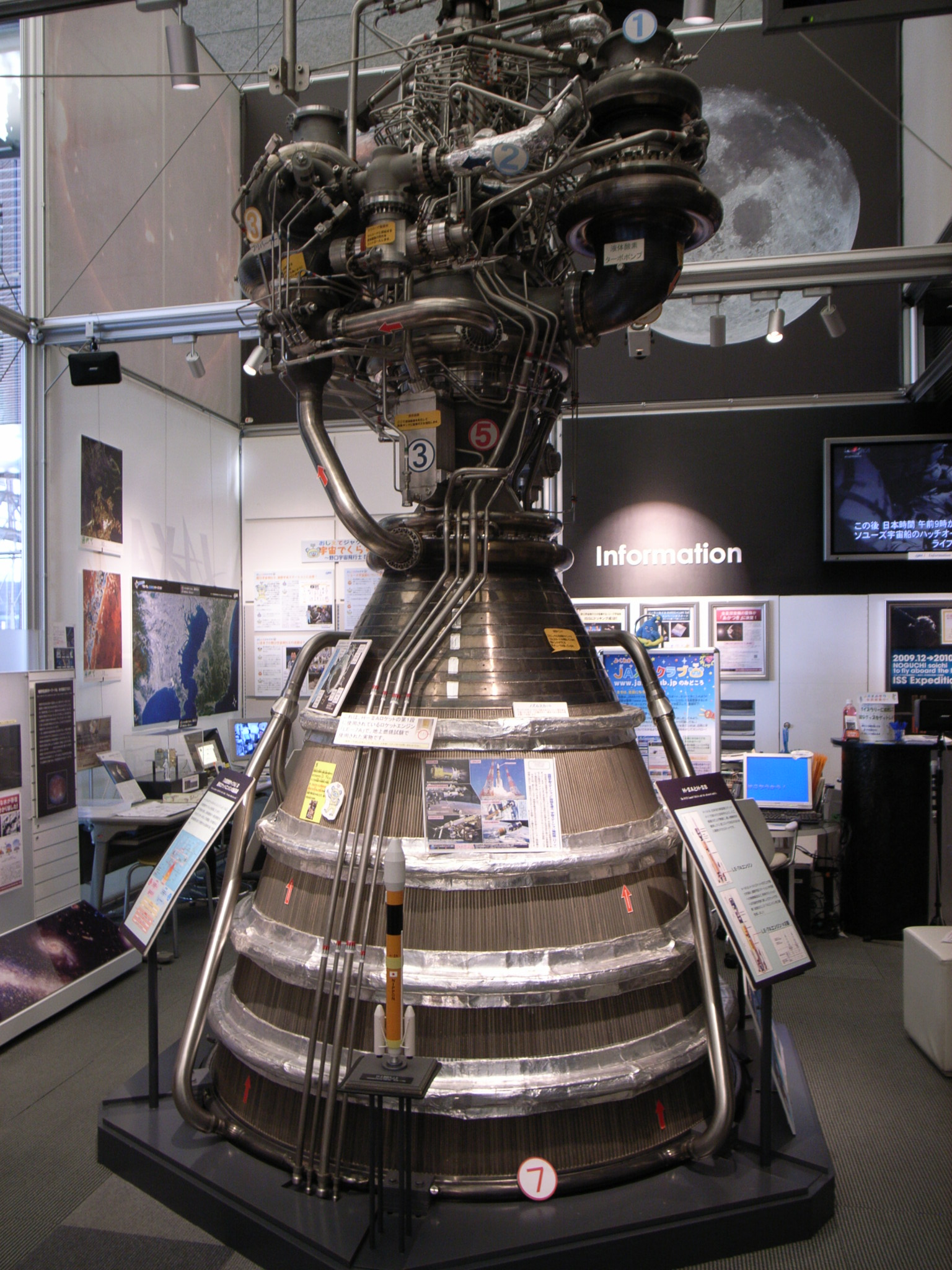
当時展示されていた「LE-7A」エンジン
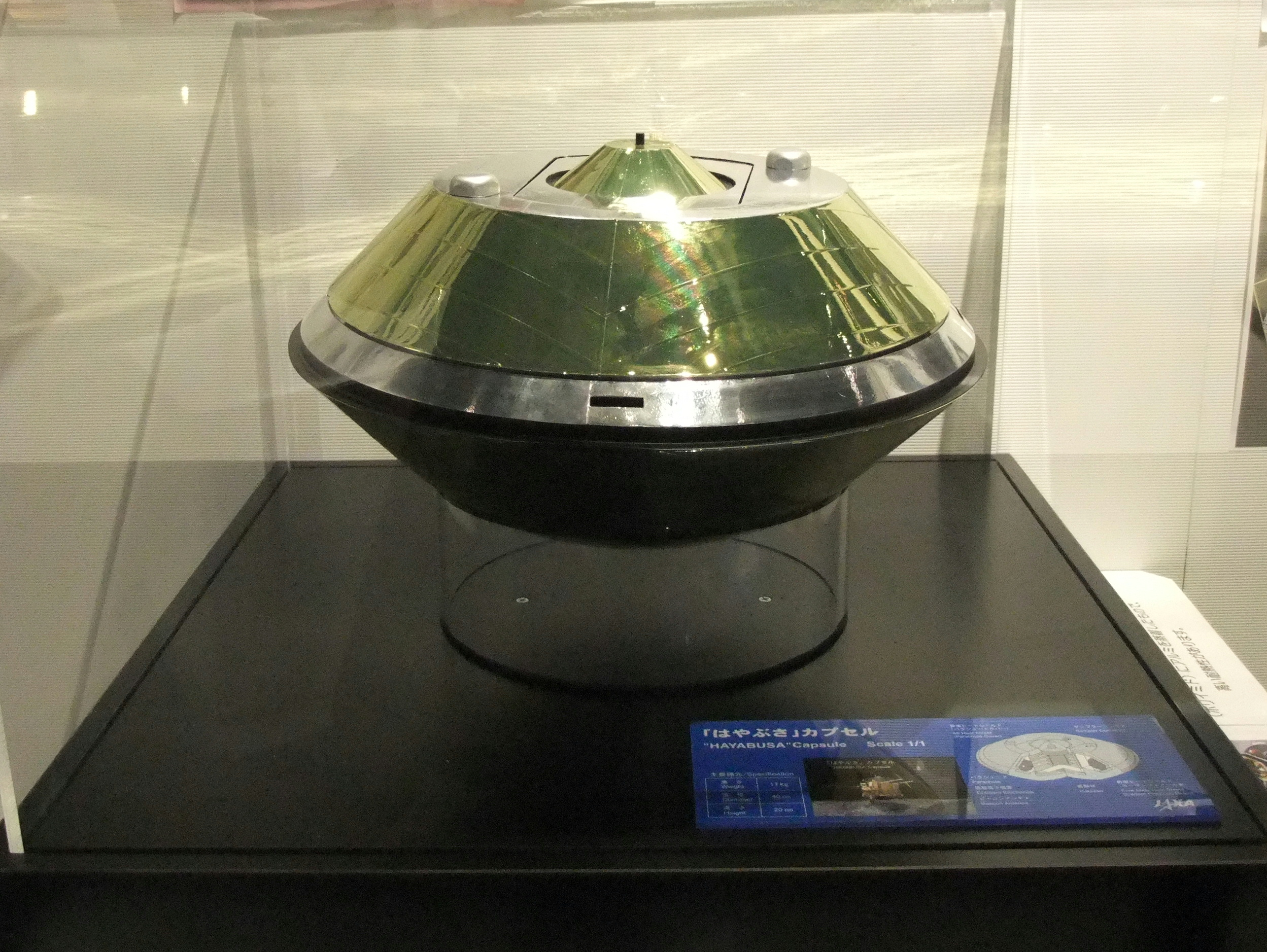
はやぶさのカプセル（レプリカ）